# Шапошников Сергій Йосипович
Сергі́й Йо́сипович Ша́пошников (8 березня 1923, Ленінград — 22 червня 2021) — радянський футболіст (нападник) і футбольний тренер. Майстер спорту (1964). Заслужений тренер УРСР (1964). Заслужений тренер СРСР (1990).

## Загальні відомості
Своїм учителем у футболі вважає Бориса Аркадьєва.
Чемпіон СРСР 1947—1948 років.
Як тренер одеського «Чорноморця» відкрив футбольний талант Леоніда Буряка.
Має військове звання підполковника. Проживав у Москві з дружиною Надією Олександрівною. До 88 років працював консультантом московської команди «Ніка». З 2011 року — на пенсії.
У березні 2013 року відсвяткував 90-річчя з дня народження.
Пішов з життя 22 червня 2021 року.

## Кар'єра

### Грав за команди
- ЦДКА Москва (1947—1948)
- МВО (1953—1954)
- Торпедо (1953—1954)

### Тренерська діяльність
- Головний тренер команди СКВО Одеса (серпень 1952 — 1960)
- Головний тренер СКА Львів (1961—1965)
- Головний тренер ЦСКА (1966—1967, 1979, 1983, 1987—1988)
- Головний тренер команди «Чорноморець» Одеса (1968—1970)
- Головний тренер «Ністру» Кишинів (1972)
- Головний тренер клуба «Кайрат» Алмати (1972)
- Головний тренер клуба «Таврія» Сімферополь (1974—1977)